# Sadie Plant

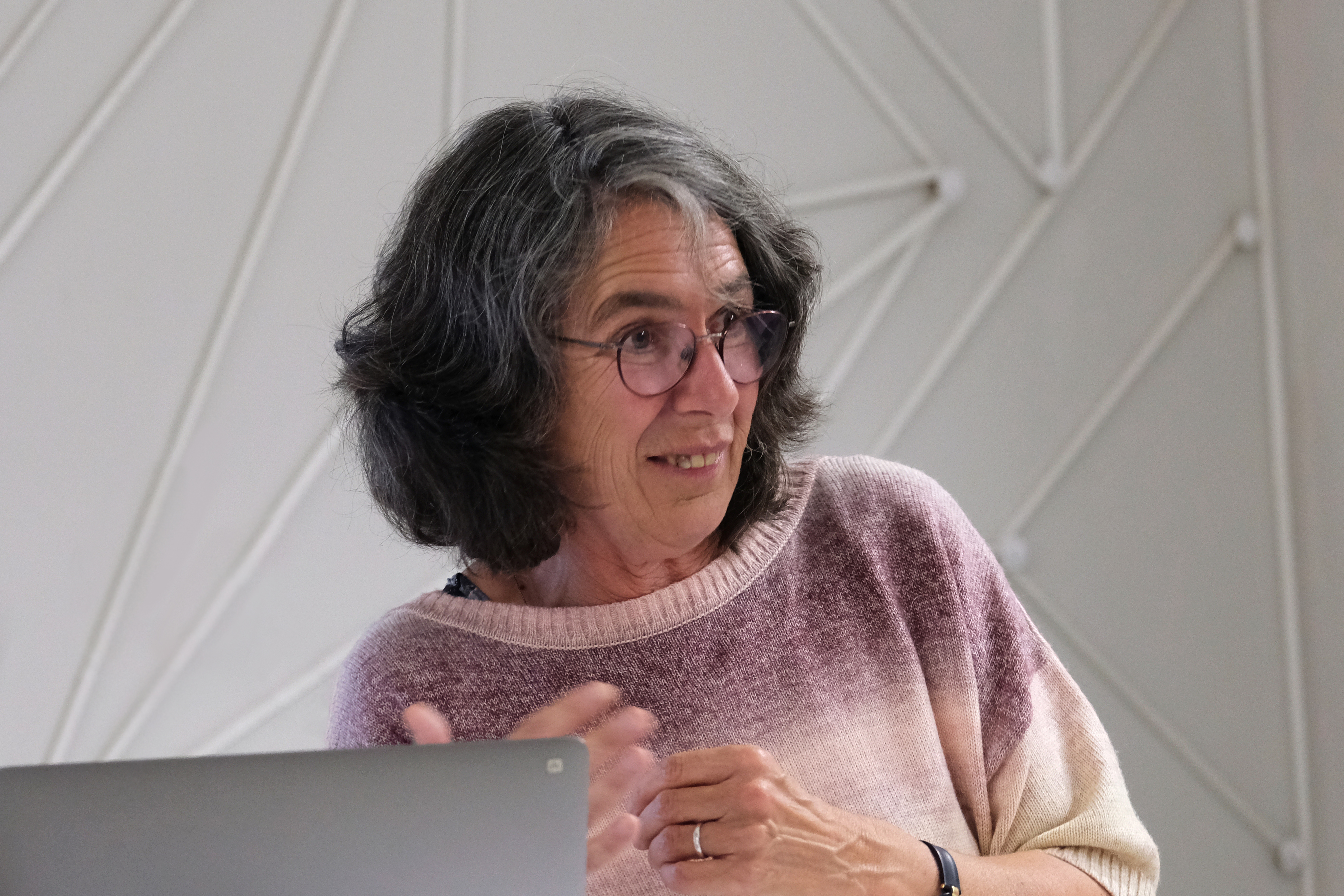
Sadie Plant (2024)

Sadie Plant (* 18. März 1964 in Birmingham, England) ist eine britische Philosophin, Kulturtheoretikerin und Autorin.

## Leben und Werke
Plant wuchs in Birmingham als Tochter einer Sekretärin und eines Maschinenbauingenieurs auf. Im Jahr 1989 erwarb sie ihren PhD in Philosophie an der Universität Manchester mit einer Arbeit über die Situationisten. Nach der Veröffentlichung ihres ersten Buchs, The Most Radical Gesture: The Situationist International in a Postmodern Age im Jahr 1992 lehrte sie an der Abteilung für Cultural Studies (bis 2002 Centre for Contemporary Cultural Studies) an der Universität Birmingham. In dieser Zeit erwachte das Interesse der jungen Frau, die privat Teil der Rave-Szene war, am philosophischen Themenfeld „Frau und Maschine“. 1995 wechselte sie an die Universität Warwick und gehörte dort zu den Gründern der „Cybernetic Culture Research Unit“. 1997 beendete Plant ihre akademische Laufbahn. Sie schreibt seither als freie Autorin, z. B. für Financial Times und Wired. Außerdem ist sie als Übersetzerin tätig, schreibt Texte für Kunstkataloge und verantwortete im Auftrag von Motorola einen Bericht über die sozialen Auswirkungen von Handys.
Ihr ursprüngliches Forschungsinteresse galt der Situationistischen Internationalen, bevor sie sich den gesellschaftlichen und politischen Potenzialen von Cybertechnologien zuwandte. Ihre Veröffentlichungen in den 1990er-Jahren waren für die weitere Entwicklung des Cyberfeminismus wegweisend. Insbesondere ihr 1997 erschienenes Buch „Zeros and Ones, Digital Women and the New Technoculture“ wird in diesem Zusammenhang bis heute stark rezipiert.
Mit Bezug auf Pionierinnen wie Ada Lovelace und Grace Hopper zeichnet sie eine Verbindung zwischen Frauen und technologieorientierten Berufen (Telefonistinnen, Schreibmaschinenkräften, Programmiererinnen, …), wobei diese in der binären Codierung die „0“ darstellen, die mit Plant allerdings im mythologisch-übertragenen Sinn als „0-ther“ oder „other“ gelesen werden müssen.

## Veröffentlichungen
- The Most Radical Gesture: The Situationist International in a Postmodern Age (Routledge, London/New York 1992), ISBN 0-415-06222-5
- Zeros and Ones, Digital Women and the New Technoculture (Fourth Estate, London 1995; Doubleday, New York 1995), ISBN 0-385-48260-4
- Writing on Drugs (Faber and Faber, London 1999; Farrar, Straus and Giroux/Picador, New York 1999), ISBN 0-571-19616-0